# Mano Negra (музичка група)
Mano Negra (шп.  — „Црна рука”) је мултиетнички бенд из Француске, најпознатији по хитовима Кинг Конг Фајв и Мала Вида, кога је предводио Ману Чао. Основан је у Паризу 1987. и неки од чланова били су, осим Мануа, и његов брат Антоан, као и рођак Сантијаго Касаријего. Назив групе на шпанском значи „Црна рука“ (што такође означава рад на црно), по истоименој шпанској анархистичкој оганизацији. Група се званично распала 1995, иако је већина чланова напустила бенд већ 1992. Музика Мано Негре је мешавина различитих стилова: панк рока (под утицајем Клеша), регеа, ска и латино музике, хип хопа, као и традиционалног народног мелоса Француске, пиринејског полуострва и северне Африке, праћена дувачком секцијом. Репертоар Мано Негре чиниле су песме на шпанском, француском, арапском и енглеском језику. Група је уживала велику популарност на три континента, сматра се једним од пионира светске музике и утицала је на многе бендове и извођаче широм Европе и Јужне Америке. Њихова препознатљива мешавина афричких, латиноамеричких и других ритмова често се назива местицо или пачанка (по називу једног од албума Мано Негре).

### Почеци
Средином осамдесетих, Ману Чао, његов брат, трубач Антоан и њихов рођак, бубњар Сантијаго формирају бенд. У потреби за још музичара, Чао је контактирао бенд „Dirty District“. Заједно су снимили албум „Taking it up“ 1987.
После овог албума, група се спорадично осипала, пошто су Ману, Антоан и Сантијаго учествовали у неким другим пројектим невезано за Мано Негра. Ипак, следећих година, са члановима бенда Dirty District, снимили су свој први студијски албум „Пачанка“.

### Успех
Током 1989. бенд је почео са снимањем њиховог другог студијског албума „Puta`s Fever“.
Убрзо им се придружује Пјер Готе, тромбониста, као њихов осми члан. Тих година организовали су и турнеју по Латинској Америци, бирајући земље као што су Перу и Еквадор, што је било изузетно неуобичајено за те земље. На тој турнеју су били права сензација.
Бенд је 1990. Започео светску турнеју свирајући у више од 15 земаља, укључујући Јапан, Холандију, Немачку и Америку, где су били предгрупа Игију Попу. 
1991. у Келну снимају свој трећи студијски албум „King of Bongo“. Албум је садржао доста песама на енглеском и није добро прошао код критичара. Убрзо почињу и прве несугласице у бенду. Први који је напустио бенд био је трубач Антоан.
Током 1993. Неколико чланова бенда је одлучило да организује пут у Латинску Америку. После две недеље, сви чланови осим Мануа и Томаса одлучили су да се врате за Париз. То је био крај једне ере

## Чланови Бенда
- Ману Чао (Оскар Трамор) – главни вокал, ритам гитара (1987–1995)
- Антоан Чао (Тоњо дел Борњо) – труба, вокал (1987–1992)
- Сантијаго Касаријего (Санти Ел Агила) – бубнјеви, вокал (1987–1993)
- Филип Тебул (Гарбансито) – перкусије, вокал (1989–1993)
- Данијел Жаме (Рожер Кажо) – соло гитара, вокал (1989–1992)
- Жозеф Дахан (Џо) – бас, вокал (1989–1993)
- Томас Дарнал (Хелмут Крумар) – клавијатуре, вокал (1989–1995)
- Пјер Готе (Krøpöl 1er) – тромбон, вокал (1989–1993)

## Дискографија

### Синглови
| 1987                                                          | "Takin' It Up"                            | —  | — | —  | —  | Patchanka     |
| 1988                                                          | "Mala Vida"                               | —  | — | —  | —  | Patchanka     |
| 1990                                                          | "King Kong Five"                          | —  | 8 | 11 | 95 | Puta's Fever  |
| 1990                                                          | "Patchanka"                               | —  | — | —  | —  | Puta's Fever  |
| 1990                                                          | "Rock 'N' Roll Band"                      | —  | — | —  | —  | Puta's Fever  |
| 1990                                                          | "Pas assez de toi"                        | 32 | — | —  | —  | Puta's Fever  |
| 1991                                                          | "Sidi H'bibi"                             | 47 | — | —  | —  | Puta's Fever  |
| 1991                                                          | "King of Bongo"                           | 38 | — | —  | —  | King of Bongo |
| 1991                                                          | "Madame Oscar"                            | —  | — | —  | —  | King of Bongo |
| 1991                                                          | "Out of Time Man"                         | —  | — | —  | —  | King of Bongo |
| 1992                                                          | "Don't Want You No More"                  | —  | — | —  | —  | King of Bongo |
| 1993                                                          | "Mad Man's Dead"                          | —  | — | —  | —  | King of Bongo |
| 1994                                                          | "Señor Matanza"                           | —  | — | —  | —  | Casa Babylon  |
| 1994                                                          | "Santa Maradona (Larchuma Football Club)" | 42 | — | —  | —  | Casa Babylon  |
| "—" denotes releases that did not chart or were not released. |                                           |    |   |    |    |               |